# Halenfeld
Halenfeld ist ein Dorf in der Gemeinde Amel in der Deutschsprachigen Gemeinschaft Belgiens. Es hat 271 Einwohner (Stand: 1. Januar 2016). Es wurde 1977 als Teil der damaligen Gemeinde Heppenbach in die Gemeinde Amel eingemeindet. Zusammen mit Heppenbach, von dem es nur durch den Hepscheider Bach getrennt ist, bildet Halenfeld ein Doppeldorf.